# Castellar de la Muela
Castellar de la Muela és un municipi de la província de Guadalajara, a la comunitat autònoma de Castella-La Manxa.

## Demografia
| 1991 |  | 1996 |  | 2001 |  | 2004  |
| ---- |  | ---- |  | ---- |  | ----- |
| 63   |  | 55   |  | 37   |  | 42 \| |